# Ocyptamus antiphates
Ocyptamus antiphates är en tvåvingeart som först beskrevs av Walker 1849.  Ocyptamus antiphates ingår i släktet Ocyptamus och familjen blomflugor. Inga underarter finns listade i Catalogue of Life.